# Proxatrypanius
Proxatrypanius is een kevergeslacht uit de familie van de boktorren (Cerambycidae). De wetenschappelijke naam van het geslacht werd voor het eerst geldig gepubliceerd in 1959 door Gilmour.

## Soorten
Proxatrypanius is monotypisch en omvat slechts de volgende soort:
- Proxatrypanius rockefelleri Gilmour, 1959